# Гранд-готель (фільм)
«Гранд Готель» (англ. Grand Hotel) — американський кінофільм у жанрі артдеко 1932 року, знятий за мотивами оповідання австрійської письменниці Вікі Баум «Люди в Готелі» (нім. Menschen im Hotel). Режисер — Едмунг Гулдінг. У фільмі залучені 7 найкращих акторів кінокомпанії «Metro-Goldwyn-Mayer» того часу — Грета Гарбо, Джон Беррімор, Лайонел Беррімор, Джоан Кроуфорд, Воллес Бірі, Льюїс Стоун та Джин Гершолт. Стрічка одержала премію «Оскар» у категорії «найкраща картина» (1932).
У 2007 році фільм був обраний Бібліотекою Конгресу США для зберігання у Національному реєстрі фільмів.

## Сюжет
Дія відбувається у великому розкішному Гранд-готелі в Берліні. Головними героями є кілька осіб, що одночасно прибувають в готель. На початку й в кінці фільму герой Льюїса Стоуна вимовляє фразу: «Гранд-готель… Люди приходять й ідуть. Нічого ніколи не відбувається». Цей коментар має іронічний відтінок, бо протягом декількох днів перебування головних героїв в готелі відбувається низка різноманітних подій — від нового любовного роману до грабежу й убивства.

## Актори й персонажі

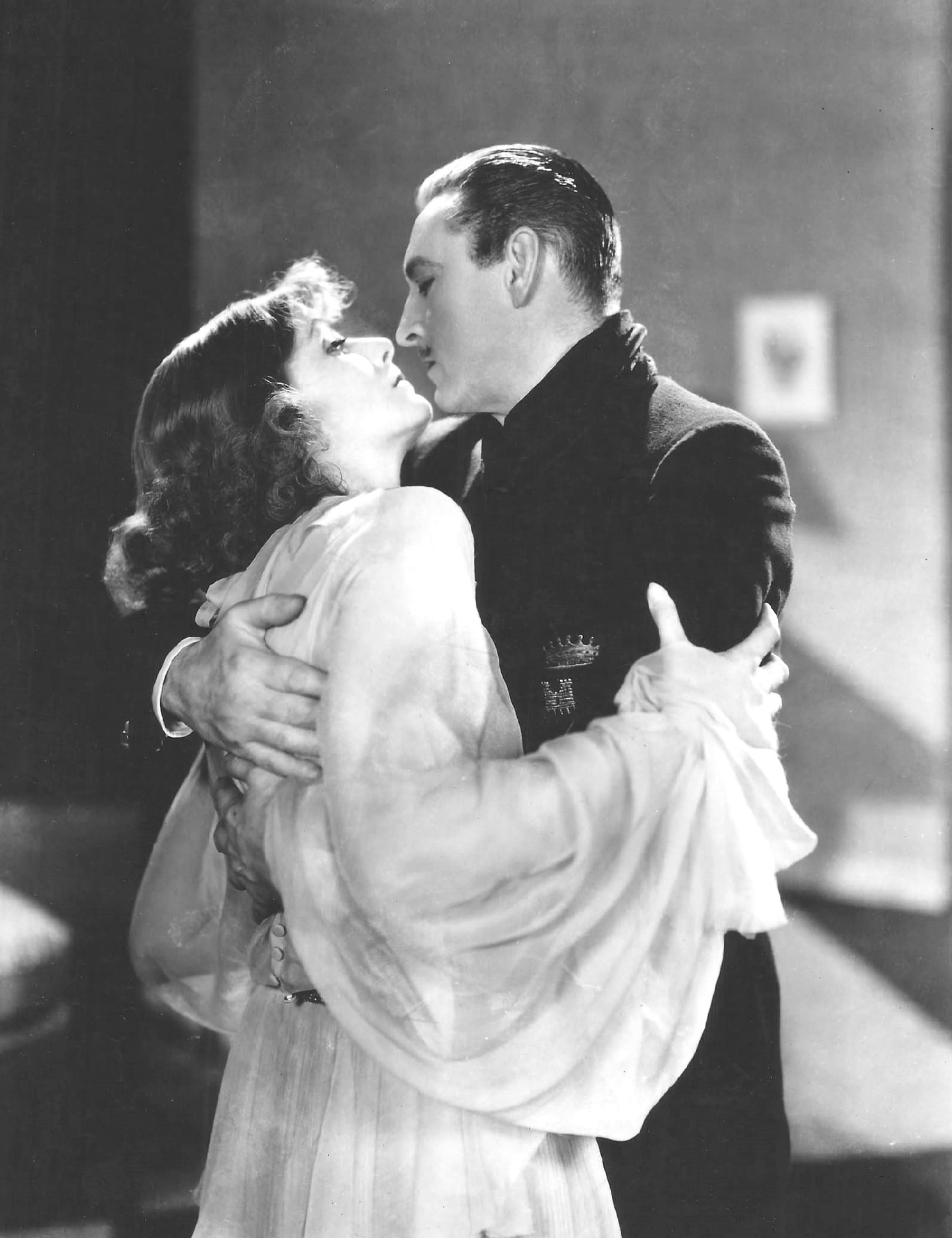
Грушинська (Грета Гарбо) і Барон (Джон Беррімор).

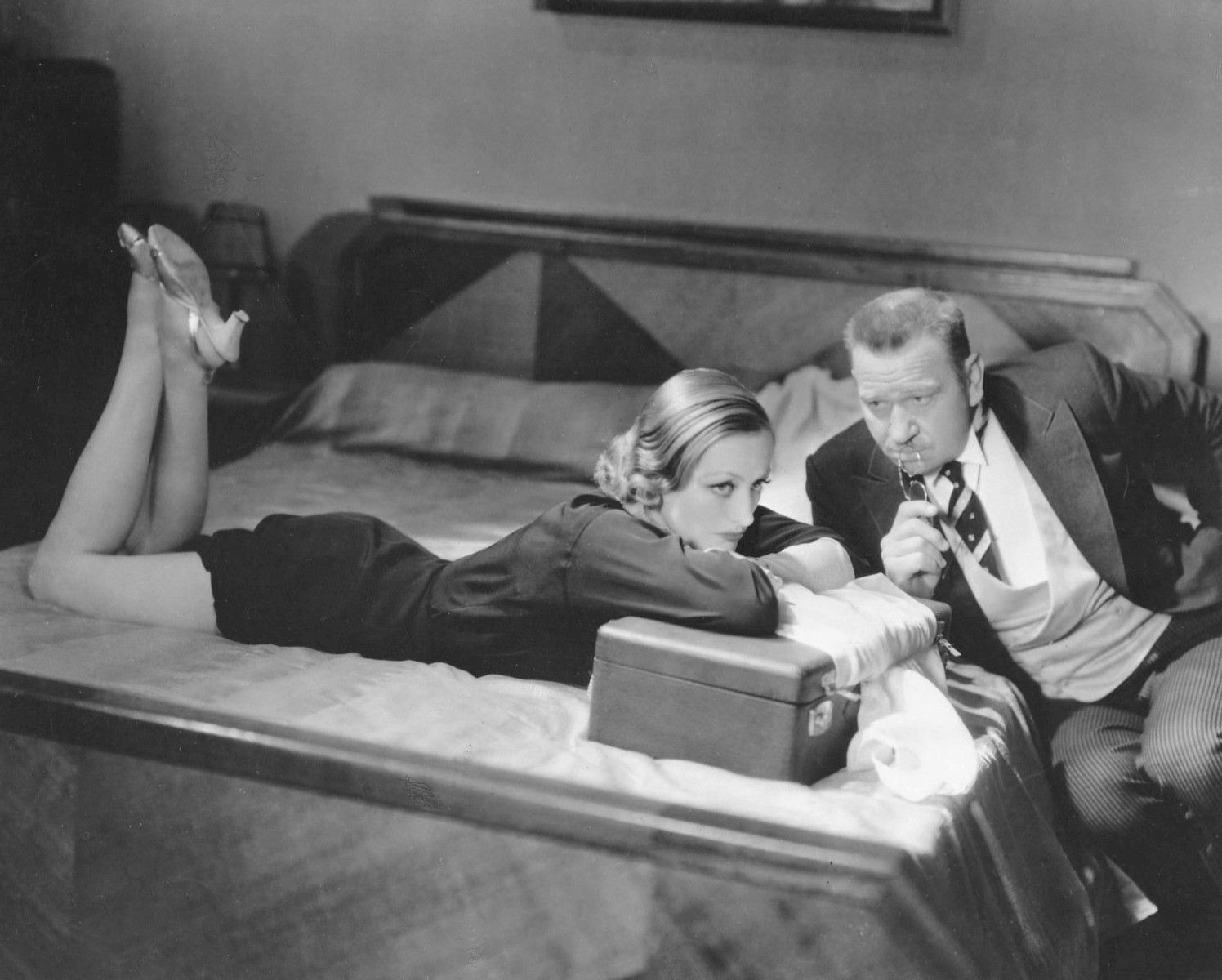
Флемген (Джоан Кроуфорд) і Прайзінг (Воллес Бірі)

- Грета Гарбо — російська прима-балерина, на прізвище Грушинська, яка приїхала в Берлін з гастролями. Напівпорожні концертні зали й брак оплесків доводять її до депресії. Вона вважає, що її кар'єра скінчилася, і збирається покінчити життя самогубством у номері готелю, але її рятує злодій-аристократ, що проникнув у її кімнату з метою украсти її перлове намисто. Між ними розпочинається роман. У фільмі героїня Гарбо вимовляє знамениту фразу — «Я хочу бути на самоті» (англ. «І want to be alone»), яка надалі асоціювалася із самою акторкою і її самітницьким життям.
- Джон Беррімор — Барон Фелікс фон Ґайгерн, картяр шляхетного походження. Оселившись в готелі, він планує крадіжку намиста Грушинської, тому що загруз у боргах і йому дуже потрібні гроші. Однак надалі закохується в балерину.
- Воллес Бірі — Прайзінг, пихатий розгодований бізнесмен, що приїхав у місто для укладення контракту. Зачарований своєю новою стенографісткою і незграбно намагається її спокусити.
- Лайонел Беррімор — Отто Крингеляйн, літній невиліковно хворий бухгалтер, що вирішив в останні дні свого життя побенкетувати від душі й витратити всі свої заощадження. Протягом багатьох років він працював на Прайзінга й почуває до нього сильну відразу. Селиться в одному із найкращих номерів Гранд-готелю. Знайомиться із Бароном та Флемхен і здружується з ними.
- Джоан Кроуфорд — Флемхен, молода честолюбна стенографістка Прайзінга, багато на що готова заради грошей. Закохується в барона після знайомства з ним, однак той надалі заводить роман із Грушинською.
- Льюїс Стоун — доктор Оттерншлаг
- Джин Гершолт — Зенф, працівник приймальні готелю.
- Роберт Маквейд — Маєрхайм, бізнес-партнер Прайзінга.
- Пернел Пратт — Зіновіц, менеджер Грушинської
- Фердинанд Готшалк — Піменов, агент Грушинської
- Рафаелла Оттіано — Сюзетт, асистентка Грушинської
- Морган Воллас — шофер
- Меррей Кинел — Швайманн

## «Я хочу побути одна»
Персонаж Грети Гарбо, Грушинська, виголошує фразу «Я хочу побути одна», і відразу додає: «Я просто хочу побути одна». Пізніше у розмові з бароном Феліксом фон Ґайгерном, вона каже: «А я хочу побути одна». Посилаючись на легендарну характеристику її особистого життя, надалі вона наполягала: «Я ніколи не говорила, що хочу побути одна, я лише сказала: „Я хочу, щоб мені дали спокій. Це велика різниця“».